# Élections municipales de 1995 à Besançon
 (juillet 2018).
Pour un article plus général, voir Élections municipales de 1995 dans le Doubs.
Les élections municipales ont eu lieu les 11 et 18 juin 1995 à Besançon.

## Mode de scrutin
Le mode de scrutin à Besançon est celui des villes de plus de 3 500 habitants : la liste arrivée en tête obtient la moitié des 55 sièges du conseil municipal. Le reste est réparti à la proportionnelle entre toutes les listes ayant obtenu au moins 5 % des suffrages exprimés. Un deuxième tour est organisé si aucune liste n'atteint la majorité absolue et au moins 25 % des inscrits au premier tour. Seules les listes ayant obtenu aux moins 10 % des suffrages exprimés peuvent s'y présenter. Les listes ayant obtenu au moins 5 % des suffrages exprimés peuvent fusionner avec une liste présente au second tour.

## Contexte
Dans un contexte national difficile pour le parti socialiste dont il est l'une des têtes d'affiche dans le Doubs, le maire sortant Robert Schwint, bien ancré localement, fait néanmoins figure de favori. Conscient que son âge (67 ans) et sa longévité dans le poste peuvent toutefois constituer un handicap, le maire sortant veille à s'entourer d'une équipe renouvelée pour rajeunir son image.

## Candidats

### Gilbert Carrez (Parti communiste)
Né le 8 août 1931 à Montbéliard (Doubs), Gilbert Carrez est âgé de 63 ans au moment des élections municipales de 1995. Il a déjà été candidat aux élections municipales de 1971 à Besançon sur la liste communiste dirigée par André Vagneron, et de 1989 sur la liste communiste de Christian Pillot. Il fut adjoint au maire de Besançon chargé des bâtiments, des ateliers municipaux et de la santé de 1983 à 1986 et conseiller régional de Franche-Comté de 1983 à 1992.

### Michel Jacquemin (Union pour la démocratie française)
Né le 14 mai 1939 à Besançon, Michel Jacquemin est âgé de 66 ans au moment des élections municipales de 1995.

### André Nachin (Écologiste indépendant)
Né le 2 décembre 1932 à Giromagny (Territoire de Belfort), André Nachin est âgé de 62 ans au moment des élections municipales de 1995. Ancien professeur de lettres au lycée Louis Pergaud où il termine sa carrière en 1992 et militant du Syndicat national des enseignements de second degré (SNES), il est conseiller municipal depuis 1989. Membre du parti des Verts de 1989 à 1992.

### Robert Schwint (Parti socialiste)
Né le 11 janvier 1928 à Montbéliard, Robert Schwint est âgé de 67 ans au moment des élections municipales de 1995.

### Robert Sennerich (Front national)
Né le 20 décembre 1949, Robert Sennerich est âgé de 45 ans au moment des élections municipales de 1995.

## Résultats
- Maire sortant : Robert Schwint (PS)
- 55 sièges à pourvoir au conseil municipal (population légale 1990 : 113 828 habitants)

| Tête de liste            | Tête de liste    | Liste          | Premier tour | Premier tour | Second tour | Second tour | Sièges |  |
| Tête de liste            | Tête de liste    | Liste          | Voix         | %            | Voix        | %           | CM     |  |
| ------------------------ | ---------------- | -------------- | ------------ | ------------ | ----------- | ----------- | ------ |  |
|                          | Robert Schwint * | PS             | 16 585       | 45,26        | 21 308      | 55,54       | 44     |  |
|                          | Michel Jacquemin | UDF            | 11 967       | 32,66        | 13 136      | 34,24       | 9      |  |
|                          | Robert Sennerich | FN             | 3 795        | 10,36        | 3 919       | 10,22       | 2      |  |
|                          | Gabriel Reboux   | EXG            | 1 537        | 4,19         |             |             |        |  |
|                          | André Nachin     | Les Verts      | 1 518        | 4,14         |             |             |        |  |
|                          | Gilbert Carrez   | PCF            | 1 240        | 3,38         |             |             |        |  |
|                          |                  |                |              |              |             |             |        |  |
| Inscrits                 | Inscrits         | Inscrits       | 63 277       | 100,00       | 63 277      | 100,00      |        |  |
| Abstentions              | Abstentions      | Abstentions    | 25 793       | 40,76        | 25 908      | 40,94       |        |  |
| Votants                  | Votants          | Votants        | 37 484       | 59,24        | 37 369      | 59,06       |        |  |
| Blancs et nuls           | Blancs et nuls   | Blancs et nuls | 842          | 2,25         | 920         | 2,46        |        |  |
| Exprimés                 | Exprimés         | Exprimés       | 36 642       | 97,75        | 36 449      | 97,54       |        |  |
| * Liste du maire sortant |                  |                |              |              |             |             |        |  |

## Les élus
La majorité dispose de 44 élus.
L'opposition est composée de 11 élus (9 de la liste UDF-RPR, 2 du FN).

### Le maire
- Robert Schwint (PS)

### Les 16 adjoints
- Jacques Vuillemin (PS) - Coordination, Finances, Budgets, Commission d’Adjudication, Contrôle Financier
- Jean-Louis Fousseret (PS) - Solidarité, Action Sociale, Famille, Insertion
- Paulette Guinchard-Kunstler (PS) - Relations avec la Région de Franche-Comté, le Département du Doubs, le District du Grand Besançon et les Syndicats intercommunaux
- Martine Bultot (Gauche Alternative et Ecologiste) - Environnement
- Claude Jeannerot - Économie, Emploi, Commerce, Artisanat, Tourisme
- Vincent Fuster - Sports
- Marcel Ferréol - Action Culturelle
- Bernard Régnier - Voiries, Réseaux, Transports et Police Municipale
- Jean-Claude Tissot - Logement
- Daniel Anthony - Urbanisme, Action foncière
- Maurice Thiriet - Politique de la Ville
- Danièle Tetu - Enseignement
- Marcellin Baretje - Relations Publiques, Relations Internationales, Information, Communication
- Yves-Michel Dahoui - Ressources Humaines, Informatique, Hygiène, Santé, Administration Générale
- Raymond Jeanniard - Vie Associative
- Michel Roignot - Patrimoine